# Memoriał Bronisława Idzikowskiego i Marka Czernego 1977
Memoriał im. Bronisława Idzikowskiego i Marka Czernego 1978 – 10. edycja turnieju w celu uczczenia pamięci polskiego żużlowca Bronisława Idzikowskiego i Marka Czernego, który odbył się dnia 30 października 1977 roku. Turniej wygrał Bogusław Nowak.

## Wyniki
- Częstochowa, 30 października 1977
- NCD: Marek Cieślak – 73,00 w wyścigu 4
- Sędzia: Marian Kaznowski

| Msc. | Zawodnik                    | Klub           | Pkt |             |  |
| ---- | --------------------------- | -------------- | --- | ----------- |  |
| 1    | (7) Bogusław Nowak          | Gorzów Wlkp.   | 14  | (3,3,3,2,3) |  |
| 2    | (14) Marek Cieślak          | Częstochowa    | 13  | (3,3,1,3,3) |  |
| 3    | (1) Andrzej Jurczyński      | Częstochowa    | 12  | (3,2,3,1,3) |  |
| 4    | (9) Jan Mucha               | Świętochłowice | 11  | (3,3,2,3,w) |  |
| 5    | (15) Piotr Pyszny           | Rybnik         | 11  | (2,2,3,2,2) |  |
| 6    | (16) Leonard Raba           | Opole          | 10  | (0,3,2,3,2) |  |
| 7    | (3) Ryszard Fabiszewski     | Gorzów Wlkp.   | 10  | (1,1,3,2,3) |  |
| 8    | (12) Jerzy Kowalczyk        | Częstochowa    | 7   | (2,2,1,d,2) |  |
| 9    | (5) Włodzimierz Tomaszewski | Częstochowa    | 6   | (2,0,2,0,2) |  |
| 10   | (13) Jacek Goerlitz         | Opole          | 6   | (1,1,2,2,u) |  |
| 11   | (11) Jerzy Kochman          | Świętochłowice | 5   | (d,0,1,3,1) |  |
| 12   | (2) Marek Nabiałek          | Częstochowa    | 5   | (2,1,0,1,1) |  |
| 13   | (6) Mieczysław Woźniak      | Gorzów Wlkp.   | 3   | (1,2,d)     |  |
| 14   | (10) Ryszard Szymański      | Rybnik         | 3   | (1,0,1,1,0) |  |
| 15   | (8) Mieczysław Kmieciak     | Rybnik         | 2   | (0,1,0,0,1) |  |
| 16   | (4) Józef Kafel             | Częstochowa    | 0   | (u,0,w)     |  |
|      | rez. Leszek Cyganek         | Częstochowa    |     | (1,1)       |  |
|      | rez. Kazimierz Bieniek      | Częstochowa    |     | (u,0)       |  |

Bieg po biegu
1. [76,00] Jurczyński, Nabiałek, Fabiszewski, Kafel
2. [73,20] Nowak, Tomaszewski, Woźniak, Kmieciak
3. [73,80] Mucha, Kowalczyk, Szymański, Kochman
4. [73,00] Cieślak, Pyszny, Goerlitz, Raba
5. [73,40] Mucha, Jurczyński, Goerlitz, Tomaszewski
6. [74,60] Cieślak, Woźniak, Nabiałek, Szymański
7. [74,00] Nowak, Pyszny, Fabiszewski, Kochman
8. [74,20] Raba, Kowalczyk, Kmieciak, Kafel
9. [74,00] Jurczyński, Raba, Kochman, Woźniak
10. [74,90] Pyszny, Tomaszewski, Kowalczyk, Nabiałek
11. [75,40] Fabiszewski, Mucha, Cieślak, Kmieciak
12. [76,20] Nowak, Goerlitz, Szymański, Kafel
13. [73,60] Cieślak, Nowak, Jurczyński, Kowalczyk
14. [76,20] Kochman, Goerlitz, Nabiałek, Kmieciak
15. [74,60] Raba, Fabiszewski, Szymański, Tomaszewski
16. [75,80] Mucha, Pyszny, Cyganek, Bieniek Cyganek za Woźniaka Bieniek za Kafela
17. [74,80] Jurczyński, Pyszny, Kmieciak, Szymański
18. [75,80] Nowak, Raba, Nabiałek, Mucha
19. [78,00] Fabiszewski, Kowalczyk, Čyganek, Goerlitz Cyganek za Woźniaka
20. [??,??] Cieślak, Tomaszewski, Kochman, Bieniek Bieniek za Kafela